# 多喜浜塩田
多喜浜塩田（たきはまえんでん）は、旧新居郡多喜浜村（現在の愛媛県新居浜市多喜浜）にかつて存在した塩田。1716年に開田された。

## 歴史
享保年間に、備後国から招かれた塩業家・天野喜四郎によって1723年から幾度もの拡張工事がなされ、238haにおよぶ日本有数の大塩田に発展し、長年にわたりこの地方の重要な産業基盤となった。
代々天野喜四郎の子孫によって受け継がれたが、1959年に国策により廃田された。現在は埋め立てられて、市の内外から製造・運輸・流通などの企業が集積した、新居浜市を代表する工業団地となっている。臨海部は港湾整備がなされて新居浜東港となり、立地する企業の重要な流通拠点として、またフェリーターミナル整備によって阪神方面への旅客フェリーが就航したり、海洋レジャー施設の新居浜マリーナ（マリンパーク新居浜）の整備などで、市民にとっても重要な拠点となっている。

## 補足
最近では別子銅山だけでなく、多喜浜塩田も市の有意義な産業遺産として見直す気運が高まり、僅かに残されている器具等の保存整理や、資料の収集・研究に取り組む活動が、地元有志や学校等でなされている。